# Homonota septentrionalis
Homonota septentrionalis — вид геконоподібних ящірок родини Phyllodactylidae. Мешкає в Парагваї і Болівії. Описаний у 2017 році.

## Опис
Гекон Homonota septentrionalis — найбільший представник свого роду, його довжина (не враховуючи хвоста) становить 65 мм.

## Поширення і екологія
Homonota septentrionalis поширені на заході Парагваю і на південному сході Болівії. Вони живуть в сухих тропічних лісах і чагарникових заростях Чако. Ведуть нічний спочіб життя.